# Carex paeninsulae
Carex paeninsulae är en halvgräsart som beskrevs av Naczi, E.L.Bridges och Orzell. Carex paeninsulae ingår i släktet starrar, och familjen halvgräs.
Artens utbredningsområde är Florida. Inga underarter finns listade i Catalogue of Life.